# バンコック・ポスト
「バンコック・ポスト」（Bangkok Post、บางกอกโพสต์）は、タイ王国の英語日刊新聞。1946年8月1日に創刊。ポスト・パブリケーション社（โพสต์ พับลิชชิ่ง）の傘下。発行部数7万5千部。朝日新聞と提携している。

## 概要
元アメリカ軍戦略情報局員アレクサンダー・マクドナルドとプラシット・ルリターノン（ประสิทธิ์ ลุลิตานนท์）によって創刊。創刊時4ページ1バーツ。
当時タイは東南アジアで唯一ソビエト連邦大使館があった国であったため、アメリカ大使館は親米的な主張を行う独立した新聞社を必要としていた。そのため、「バンコック・ポスト」はアメリカ合衆国国務省もしくは戦略情報局から資金援助を受けて運営されたともいわれている。いずれにせよマクドナルドの運営の下、同紙は自立的な経営を行い、ピーター・アーネット、T．D．アルマンなどの後年国際的に評価を受けた多くの記者を雇用した。
1950年代のクーデターの後、マクドナルドは退職し、ロイ・トムソンが経営を引き継いだ。新聞社の株主も変わることになり、セントラル・グループのチラーティワット家（ตระกูลจิราธิวัฒน์）、香港のサウスチャイナ・モーニング・ポスト社、タイ最大のメディア・エンターテイメント企業であるGMMグラミー社（GMM Grammy）が主要出資者となった。1960年代に他社の英語夕刊『バンコック・ワールド』（Bangkok World）が創刊され、1980年代に『バンコックポスト』が買収するが、買収後まもなく廃刊。現在、最大の競争相手はタイ国内資本による新聞『ネーション』である。